# Grenada United Labour Party
Die Grenada United Labour Party (GULP) ist eine Politische Partei in Grenada.

## Geschichte
Die Partei wurde 1950 von Eric Gairy gegründet. Sie trat in den ersten echten Wahlen 1951 an (Grenada Mental and Manual Workers Union) und errang sechs der acht Sitze. In den Wahlen 1954 erzielte sie dasselbe Ergebnis. In den Wahlen 1957 verlor sie vier Sitze, während zwei andere Parteien, die Grenada National Party (GNP) und People’s Democratic Movement ebenfalls zwei Sitze errangen, der Parteiführer der GNP, Herbert Blaize, wurde Regierungschef.
Die Partei erlangte die Macht zurück, nachdem sie acht der zehn Sitze in den Wahle 1961 erringen konnte. Sie verlor die Wahlen 1962 an die GNP, bevor sie 1967 wieder an die Macht kam. Sie behielt ihre Vormachtstellung in den Wahlen 1972, aber Gairys Regierung agierte zunehmend autoritär und Gairys Geheimpolizei (Mongoose Gang) schüchterte die Opposition ein. Nach den Wahlen 1976, welche von internationalen Beobachtern als verfälscht beurteilt wurden, wurde Gairy 1979 durch einen Staatsstreich abgesetzt.
Nach der Wiederherstellung der Demokratie gewann die GULP nur einen einzigen Sitz in den Wahlen 1984 und war seither nur noch Oppositionspartei. Für die Wahlen 1999 ging sie eine Allianz mit der Partei United Labour ein, verlor jedoch zum ersten Mal seit 1951 komplett die Repräsentanz im Parlament. Als Michael Baptiste von der regierenden New National Party zur GULP wechselte, konnte sie jedoch im Juni 2000 wieder einen Sitz verzeichnen.
Gloria Payne Banfield wurde im Februar 2003 als Parteiführerin gewählt und wurde Grenadas erste weibliche Parteiführerin. In den Wahlen 2003 gewann die Partei 3,2 % der Stimmen, verpasste jedoch den Einzug ins Parlament. 2008 ging sie eine Allianz ein mit People’s Labour Movement, die so genannte „Labour Platform“. Die Allianz stellte 11 Kandidaten für die 15 Sitze, gewann jedoch nur 478 Stimmen und keinen Sitz. Danach war die Partei kaum noch aktiv. 2022 ist Geoffrey Preudhomme Parteiführer. Die Partei ist jedoch noch immer nicht im Parlament vertreten.

## Wahlgeschichte

### Parlamentswahlen
| Wahl | Parteiführer          | Stimmen          | %                | Sitze            | ±                | Position         | Ergebnis            |
| ---- | --------------------- | ---------------- | ---------------- | ---------------- | ---------------- | ---------------- | ------------------- |
| 1951 | Eric Gairy            | 13.328           | 64,2 %           | 6/8              | ▲ 6              | ▲ 1.             | Opposing majority   |
| 1954 | Eric Gairy            | 10.347           | 46,0 %           | 6/8              |                  | 1.               | Opposing majority   |
| 1957 | Eric Gairy            | 10.952           | 44,3 %           | 2/8              | ▼ 4              | 1.               | Opposition          |
| 1961 | Eric Gairy            | 11.606           | 53,3 %           | 8/10             | ▲ 6              | 1.               | Majority government |
| 1962 | Eric Gairy            | 9.705            | 46,0 %           | 4/10             | ▼ 4              | ▼ 2.             | Opposition          |
| 1967 | Eric Gairy            | 15.827           | 54,6 %           | 7/10             | ▲ 3              | ▲ 1.             | Majority government |
| 1972 | Eric Gairy            | 20.164           | 58,9 %           | 13/15            | ▲ 6              | 1.               | Majority government |
| 1976 | Eric Gairy            | 21.108           | 51,7 %           | 9/15             | ▼ 4              | 1.               | Majority government |
| 1984 | Eric Gairy            | 14.721           | 35,9 %           | 1/15             | ▼ 8              | ▼ 2.             | Opposition          |
| 1990 | Eric Gairy            | 11.105           | 28,1 %           | 4/15             | ▲ 12             | 2.               | Opposition          |
| 1995 | Eric Gairy            | 11.608           | 26,6 %           | 2/15             | ▼ 2              | ▼ 3.             | Opposition          |
| 1999 | Herbert Preudhomme    | 4.853            | 11,7 %           | 0/15             | ▼ 2              | 3.               | Nicht im Parlament  |
| 2003 | Gloria Payne Banfield | 2.243            | 4,7 %            | 0/15             |                  | 3.               | Nicht im Parlament  |
| 2008 | Gloria Payne Banfield | 478              | 0,8 %            | 0/15             |                  | 3.               | Nicht im Parlament  |
| 2013 | nicht angetreten      | nicht angetreten | nicht angetreten | nicht angetreten | nicht angetreten | nicht angetreten | nicht angetreten    |
| 2018 | nicht angetreten      | nicht angetreten | nicht angetreten | nicht angetreten | nicht angetreten | nicht angetreten | nicht angetreten    |
| 2022 | Geoffrey Preudhomme   | 64               | 0,1 %            | 0/15             |                  | 3.               | Nicht im Parlament  |